# Al Ahram International
Das Al Ahram International war ein Squashturnier für Herren und Damen. Es fand in Gizeh, Ägypten, statt und war Teil der PSA World Tour und der WSA World Tour.
Erstmals wurde das Turnier bei den Herren 1996 als Teil der PSA Super Series ausgetragen. Das Preisgeld betrug 100.000 US-Dollar und war damit eines der höchsten der Saison. Ein Jahr später wurde die erste Damenkonkurrenz gespielt. Bei den Damen gehörte das Turnier bis zum Jahr 2000 zur Kategorie WSA Silver bzw. WSA Gold mit einem Preisgeld von bis zu 41.000 US-Dollar. Der jährliche Austragungsmodus endete bei den Damen 2000, bei den Herren 2001. 2016 fand das Turnier zum bislang letzten Mal, mit einer Herren- und einer Damenkonkurrenz, statt. Rekordsieger bei den Herren ist Peter Nicol mit vier Siegen, bei den Damen gewann Michelle Martin als einzige zweimal Titel.

## Sieger

### Herren
| Jahr                            | Sieger            | Finalgegner    | Ergebnis                         |
| ------------------------------- | ----------------- | -------------- | -------------------------------- |
| 2016                            | Karim Abdel Gawad | Ali Farag      | 11:4, 11:7, 11:5                 |
| 2002 bis 2015: keine Austragung |                   |                |                                  |
| 2001                            | Peter Nicol       | Jonathon Power | 15:8, 17:15, 15:12               |
| 2000                            | Peter Nicol       | Ahmed Barada   | 15:14, 9:15, 15:3, 15:12         |
| 1999                            | Peter Nicol       | Ahmed Barada   | 15:9, 15:13, 15:11               |
| 1998                            | Ahmed Barada      | Martin Heath   | 15:7, 15:17, 15:11, 13:15, 15:13 |
| 1997                            | Peter Nicol       | Jansher Khan   | 12:15, 15:14, 15:12, 15:11       |
| 1996                            | Jansher Khan      | Ahmed Barada   | 15:4, 15:11, 15:8                |

### Damen
| Jahr                            | Siegerin          | Finalgegnerin    | Ergebnis                     |
| ------------------------------- | ----------------- | ---------------- | ---------------------------- |
| 2016                            | Raneem El Weleily | Nour El Sherbini | 11:5, 11:9, 9:11, 9:11, 11:7 |
| 2001 bis 2015: keine Austragung |                   |                  |                              |
| 2000                            | Leilani Joyce     | Carol Owens      | 8:10, 9:7, 9:5, 3:9, 9:5     |
| 1999                            | Michelle Martin   | Carol Owens      | 9:5, 9:0, 10:9               |
| 1998                            | Michelle Martin   | Cassie Jackman   | 9:5, 9:3, 9:2                |
| 1997                            | Sarah Fitz-Gerald | Michelle Martin  | 9:3, 9:3, 9:0                |